# Markus Kolar
Markus Kolar (* 12. Oktober 1984 in Wien) ist ein österreichischer Handballspieler.

## Karriere
Der 1,95 Meter große und 90 Kilogramm schwere Rückraumspieler steht seit 2003 beim Verein Handballclub Fivers Margareten in Wien unter Vertrag. Gleich in seiner ersten Saison wurde er von der Liga zum "Newcomer des Jahres" gewählt. Mit Fivers Margareten spielte er im Europapokal der Pokalsieger (2007, 2010) und dem EHF-Pokal (2006, 2008, 2009). In seiner Zeit bei den Fivers Margareten holte er mit der Mannschaft 2011, 2016 und 2018 den Meistertitel sowie 2009, 2012, 2013, 2015, 2016 und 2017 den ÖHB-Cup Sieg. Im April 2015 verlängerte der Wiener seinen Vertrag in Margareten bis 2017.
Kolar bestritt bislang 61 Länderspiele für Österreich, in denen er 80 Tore warf. Er nahm an der Europameisterschaft 2014 in Dänemark teil.

## HLA-Bilanz
| 2008/09   | Handballclub Fivers Margareten                                  | HLA                                                             | -                                                               | 175                                                             | 34/48                                                           | 141                                                             |                                                                 |                                                                 |                                                                 |                                                                 |
| 2009/10   | Handballclub Fivers Margareten                                  | HLA                                                             | -                                                               | 158                                                             | 34/46                                                           | 124                                                             |                                                                 |                                                                 |                                                                 |                                                                 |
| 2010/11   | Handballclub Fivers Margareten                                  | HLA                                                             | -                                                               | 117                                                             | 0/1                                                             | 116                                                             |                                                                 |                                                                 |                                                                 |                                                                 |
| 2011/12   | Handballclub Fivers Margareten                                  | HLA                                                             | -                                                               | 105                                                             | 0/0                                                             | 105                                                             |                                                                 |                                                                 |                                                                 |                                                                 |
| 2012/13   | Handballclub Fivers Margareten                                  | HLA                                                             | -                                                               | 118                                                             | 0/0                                                             | 118                                                             |                                                                 |                                                                 |                                                                 |                                                                 |
| 2013/14   | Handballclub Fivers Margareten                                  | HLA                                                             | -                                                               | 108                                                             | 0/0                                                             | 108                                                             |                                                                 |                                                                 |                                                                 |                                                                 |
| 2014/15   | Handballclub Fivers Margareten                                  | HLA                                                             | -                                                               | 78                                                              | 0/0                                                             | 78                                                              |                                                                 |                                                                 |                                                                 |                                                                 |
| 2015/16   | Handballclub Fivers Margareten                                  | HLA                                                             | -                                                               | 76                                                              | 0/0                                                             | 76                                                              |                                                                 |                                                                 |                                                                 |                                                                 |
| 2016/17   | Handballclub Fivers Margareten                                  | HLA                                                             | 20                                                              | 52                                                              | 0/0                                                             | 52                                                              |                                                                 |                                                                 |                                                                 |                                                                 |
| 2017/18   | Handballclub Fivers Margareten                                  | HLA                                                             | 34                                                              | 115                                                             | 0/0                                                             | 115                                                             |                                                                 |                                                                 |                                                                 |                                                                 |
| 2018/19   | Handballclub Fivers Margareten                                  | HLA                                                             | 22                                                              | 40                                                              | 0/0                                                             | 40                                                              |                                                                 |                                                                 |                                                                 |                                                                 |
| 2019/20   | Saison aufgrund der COVID-19-Pandemie in Österreich abgebrochen | Saison aufgrund der COVID-19-Pandemie in Österreich abgebrochen | Saison aufgrund der COVID-19-Pandemie in Österreich abgebrochen | Saison aufgrund der COVID-19-Pandemie in Österreich abgebrochen | Saison aufgrund der COVID-19-Pandemie in Österreich abgebrochen | Saison aufgrund der COVID-19-Pandemie in Österreich abgebrochen | Saison aufgrund der COVID-19-Pandemie in Österreich abgebrochen | Saison aufgrund der COVID-19-Pandemie in Österreich abgebrochen | Saison aufgrund der COVID-19-Pandemie in Österreich abgebrochen | Saison aufgrund der COVID-19-Pandemie in Österreich abgebrochen |
| 2020/21   | Handballclub Fivers Margareten                                  | HLA                                                             | 27                                                              | 36                                                              | 0/0                                                             | 36                                                              |                                                                 |                                                                 |                                                                 |                                                                 |
| 2021/22   | Handballclub Fivers Margareten                                  | HLA                                                             | 27                                                              | 61                                                              | 0/0                                                             | 61                                                              |                                                                 |                                                                 |                                                                 |                                                                 |
| 2022/23   | Handballclub Fivers Margareten                                  | HLA                                                             | 27                                                              | 37                                                              | 0/0                                                             | 37                                                              |                                                                 |                                                                 |                                                                 |                                                                 |
| 2023/24   | Handballclub Fivers Margareten                                  | HLA                                                             | 24                                                              | 30                                                              | 0/0                                                             | 30                                                              |                                                                 |                                                                 |                                                                 |                                                                 |
| 2024/25   | Handballclub Fivers Margareten                                  | HLA                                                             | 16                                                              | 12                                                              | 0/0                                                             | 12                                                              |                                                                 |                                                                 |                                                                 |                                                                 |
| 2008–2025 | gesamt                                                          | HLA                                                             | -                                                               | 1318                                                            | 69/95 (72 %)                                                    | 1249                                                            |                                                                 |                                                                 |                                                                 |                                                                 |

## Erfolge
- 1× HLA „Newcomer des Jahres“ 2003/04
- 3× Österreichischer Meister 2010/11, 2015/16, 2017/18
- 7× Österreichischer Pokalsieger 2008/09, 2011/12, 2012/13, 2014/15, 2015/16, 2016/17, 2020/21